# Ганне Скак Єнсен
Ганне Скак Єнсен (дан. Hanne Skak Jensen; нар. 29 квітня 1986) — колишня данська тенісистка.
Найвищу одиночну позицію світового рейтингу — 338 місце досягла 20 липня 2009, парну — 205 місце — 2 листопада 2009 року.
Здобула 9 парних титулів туру ITF.

## Фінали ITF

### Одиночний розряд: 5 (0–5)
| Легенда          |
| ---------------- |
| турніри $100,000 |
| турніри $75,000  |
| турніри $50,000  |
| турніри $25,000  |
| турніри $10,000  |

| Результат | Ранг | Дата           | Турнір                 | Покриття | Суперниця             | Рахунок       |
| --------- | ---- | -------------- | ---------------------- | -------- | --------------------- | ------------- |
| Поразка   | 1.   | 28 липня 2007  | Геусдал, Норвегія      | Тверде   | Єлизавета Точиловська | 4–6, 2–6      |
| Поразка   | 2.   | 5 серпня 2007  | Тампере, Фінляндія     | Ґрунт    | Алісе Вайдере         | 4–6, 1–6      |
| Поразка   | 3.   | 25 травня 2008 | Фалькенберг, Швеція    | Ґрунт    | Крістіна Андловіч     | 5–7, 5–7      |
| Поразка   | 4.   | 3 серпня 2008  | Тампере, Фінляндія     | Ґрунт    | Мартіна Балоґова      | 3–6, 6–2, 0–6 |
| Поразка   | 5.   | 10 серпня 2008 | Savitaipale, Фінляндія | Ґрунт    | Мартіна Балоґова      | 2–6, 2–6      |

### Парний розряд: 16 (9–7)
| Результат | Ранг | Дата              | Турнір                                  | Покриття   | Партнерка           | Суперниці                                       | Рахунок               |
| --------- | ---- | ----------------- | --------------------------------------- | ---------- | ------------------- | ----------------------------------------------- | --------------------- |
| Поразка   | 1.   | 7 листопада 2004  | Майорка, Іспанія                        | Ґрунт      | Каріна Якобсґор     | Естрелья Кабеса Кандела Адріана Гонсалес-Пеньяс | 3–6, 3–6              |
| Поразка   | 2.   | 14 листопада 2004 | Майорка, Іспанія                        | Ґрунт      | Каріна Якобсґор     | Аля Зец-Пешкірич Маша Зец-Пешкірич              | 0–6, 6–2, 3–6         |
| Поразка   | 3.   | 14 липня 2006     | Birkerod, Данія                         | Ґрунт      | Каріна Якобсґор     | Юлія Петов Анне Шефер                           | 5–7, 1–6              |
| Перемога  | 1.   | 5 листопада 2006  | Стокгольм, Швеція                       | Тверде (i) | Діана Ерікссон      | Пія Суомалайнен Катарійна Туогімаа              | w/o                   |
| Перемога  | 2.   | 13 липня 2007     | Брюссельський столичний регіон, Бельгія | Ґрунт      | Вероніка Сп'єхель   | Марселла Кук Клер Лабланс                       | 6–2, 6–1              |
| Поразка   | 4.   | 4 серпня 2007     | Тампере, Фінляндія                      | Ґрунт      | Марселла Кук        | Пія Суомалайнен Катарійна Туогімаа              | 2–6, 4–6              |
| Поразка   | 5.   | 1 вересня 2007    | Енсхеде, Нідерланди                     | Ґрунт      | Кароліне Стейро     | Клер Лабланс Леоні Мекел                        | 6–7(3–7), 6–7(6–8)    |
| Поразка   | 6.   | 4 листопада 2007  | Стокгольм, Швеція                       | Тверде (i) | Діана Ерікссон      | Юганна Ларссон Надя Рома                        | 7–6(7–2), 3–6, [6–10] |
| Поразка   | 7.   | 1 травня 2008     | Олецько, Польща                         | Ґрунт      | Анні Йоранссон      | Ольга Брозда Магдалена Кіщиньська               | 4–6, 2–6              |
| Перемога  | 3.   | 24 травня 2008    | Фалькенберг, Швеція                     | Ґрунт      | Діана Ерікссон      | Анна Бражнікова Маделейн Саарі-Бюстром          | 6–3, 6–1              |
| Перемога  | 4.   | 3 серпня 2008     | Тампере, Фінляндія                      | Тверде     | Діана Ерікссон      | Анні Йоранссон Каролін Маґнуссон                | 6–4, 6–0              |
| Перемога  | 5.   | 10 серпня 2008    | Савітайпале, Фінляндія                  | Тверде     | Давінія Лоббінґер   | Діана Марцинкевич Катерина Прозорова            | 6–1, 6–3              |
| Перемога  | 6.   | 11 квітня 2009    | Анталія, Туреччина                      | Тверде     | Анна Фіцпатрік      | Софія Квацабая Августа Цибишева                 | 7–6(7–3), 2–6, [10–7] |
| Перемога  | 7.   | 6 червня 2009     | Сараєво, Боснія і Герцеговина           | Ґрунт      | Кароліна Косіньська | Юлія Калабіна Анастасія Полторацька             | 7–6(7–4), 6–2         |
| Перемога  | 8.   | 27 червня 2009    | Крістінегамн, Швеція                    | Ґрунт      | Юханна Ларссон      | Софія Арвідссон Сандра Рома                     | 7–6(7–5), 6–2         |
| Перемога  | 9.   | 2 серпня 2009     | Бад-Заульгау, Німеччина                 | Ґрунт      | Юханна Ларссон      | Дарія Юрак Сема Юріка                           | 6–2, 6–3              |